# Kamimuria integra
Kamimuria integra är en bäcksländeart som först beskrevs av František Klapálek 1916.  Kamimuria integra ingår i släktet Kamimuria och familjen jättebäcksländor. Inga underarter finns listade i Catalogue of Life.